# Uwe Unterwalder
Uwe Unterwalder (ur. 15 lipca 1950 w Berlinie Wschodnim) – niemiecki kolarz torowy reprezentujący NRD, dwukrotny wicemistrz olimpijski oraz sześciokrotny medalista torowych mistrzostw świata.

## Kariera
Pierwszy sukces w karierze Uwe Unterwalder odniósł w 1971 roku, kiedy wspólnie z Herbertem Richterem, Heinzem Richterem i Thomasem Huschke zdobył srebrny medal w drużynowym wyścigu na dochodzenie podczas mistrzostw świata w Varese. Rok później wystąpił na igrzyskach olimpijskich w Monachium, gdzie reprezentanci NRD w tym samym składzie ponownie zajęli drugie miejsce. Razem z Klausem-Jürgenem Grünke, Heinzem Richterem i Thomasem Huschke zdobył również srebrny medal w tej konkurencji podczas mistrzostw świata w Montrealu w 1974 roku. W następnych latach reprezentacja NRD z Unterwalderem w składzie zajęła kolejno: trzecie miejsce na mistrzostwach w Liège w 1975 roku, czwarte na igrzyskach w Montrealu w 1976 roku oraz trzecie miejsce podczas mistrzostw świata w San Cristóbal. Największe sukcesy Uwe osiągnął w 1978 roku, kiedy na mistrzostwach świata w Monachium zdobył dwa medale. Wspólnie z Geraldem Mortagiem, Matthiasem Wiegandem i Volkerem Winklerem był najlepszy drużynowo, a indywidualnie był trzeci wśród amatorów, wyprzedzili go tylko dwaj rodacy: Detlef Macha i Norbert Dürpisch. Ostatni medal zdobył na rozgrywanych w 1980 roku igrzyskach olimpijskich w Moskwie, gdzie razem z Mortagiem, Wiegandem i Winklerem zdobył ponownie srebrny medal w drużynowym wyścigu na dochodzenie. Ponadto wielokrotnie zdobywał medale torowych mistrzostw kraju, w tym siedem złotych.